# Livro

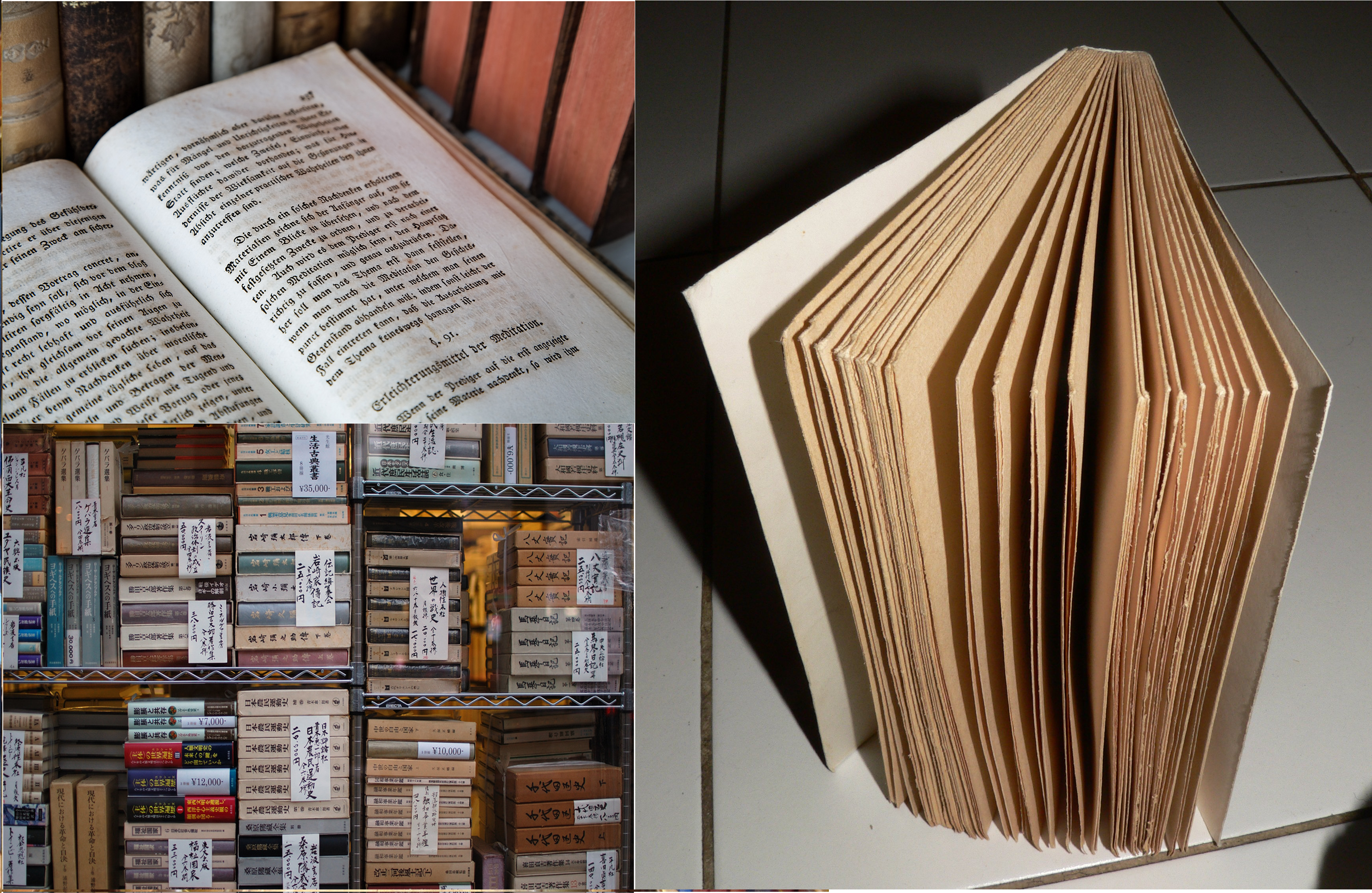
Livros.

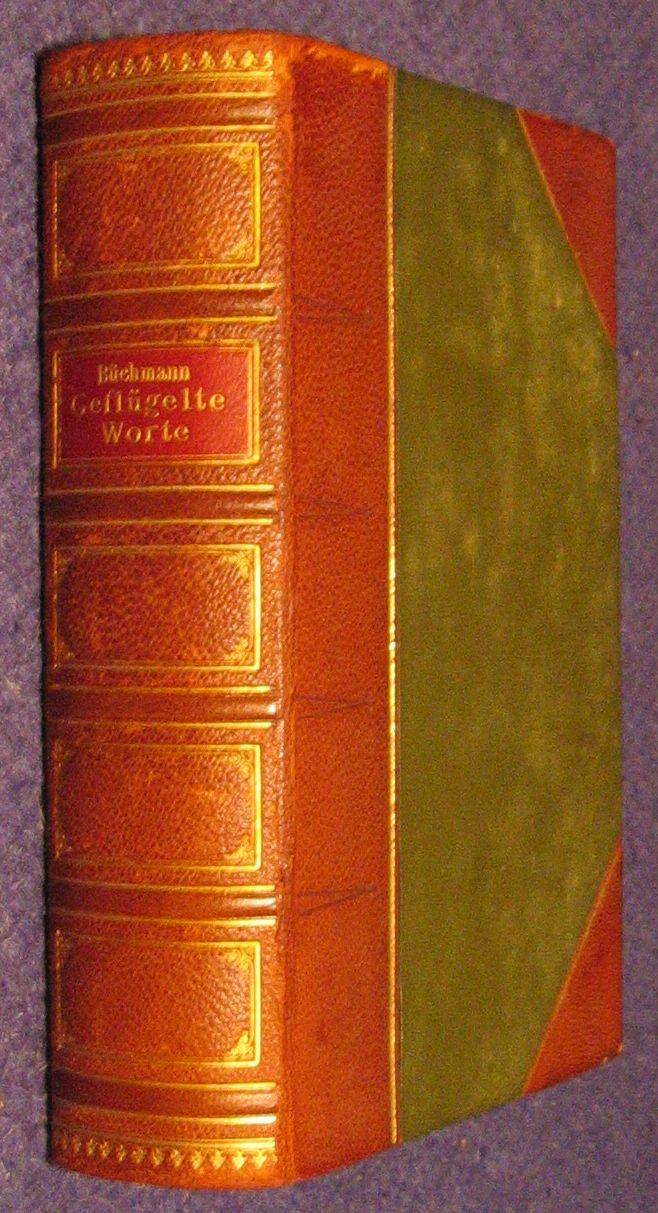
Exemplar do livro de Georg Büchmann, Geflügelte Worte, edição de 1898.

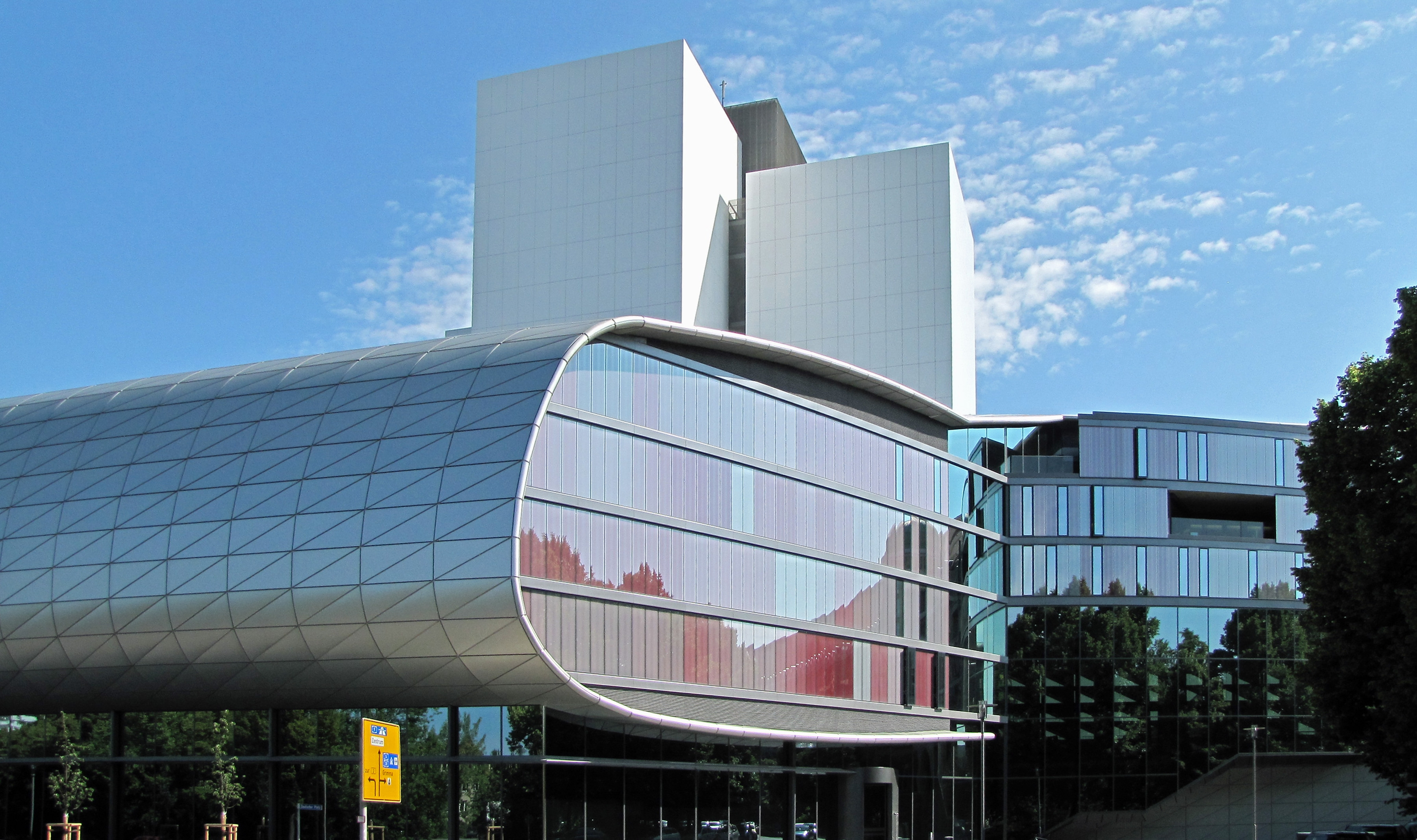
Arquitetura em forma de livro de um anexo da Biblioteca Nacional da Alemanha.

Livro (do latim liber, libri) é um objeto transportável,que pode falar vários assuntos. Composto por páginas encadernadas, contendo texto manuscrito ou impresso e/ou imagens e que forma uma publicação unitária (ou foi concebido como tal) ou a parte principal de um trabalho literário, científico ou outro, formando um volume.
Em ciência da informação, o livro é chamado monografia, para distingui-lo de outros tipos de publicações como revistas, periódicos, teses, tesauros, artigos etc.
O livro é um produto intelectual e, como tal, encerra conhecimento e expressões individuais ou coletivas. Mas também é nos dias de hoje um produto de consumo, um bem. Portanto, a parte final de sua produção é realizada por meios industriais (impressão e distribuição), envolvendo também o design de livros. A tarefa de criar um conteúdo passível de ser transformado em livro é tarefa do autor. Já a produção dos livros, no que concerne a transformar os originais num produto comercializável, é tarefa do editor, em geral contratado por uma editora. A coleta, a organização e a indexação de coleções de livros, por outro lado, é típica do bibliotecário. Finalmente, destaca-se também o livreiro, cuja função principal é disponibilizar os livros editados ao público em geral, vendendo-os nas livrarias generalistas ou de especialidade. Compete também ao livreiro todo o trabalho de pesquisa que vá ao encontro da vontade dos leitores.

## História
A história do livro é uma história de inovações técnicas que permitiram a melhora da conservação dos volumes e do acesso à informação, da facilidade em manuseá-lo e produzi-lo. Esta história está intimamente ligada às contingências político-econômicas e à história de ideias e religiões.
De acordo com a lei federal nº 5.191, de 13 de Dezembro de 1966, fica instituído o Dia Nacional do Livro no Brasil, que será comemorado, anualmente, no dia 29 do mês de Outubro.

### Antiguidade

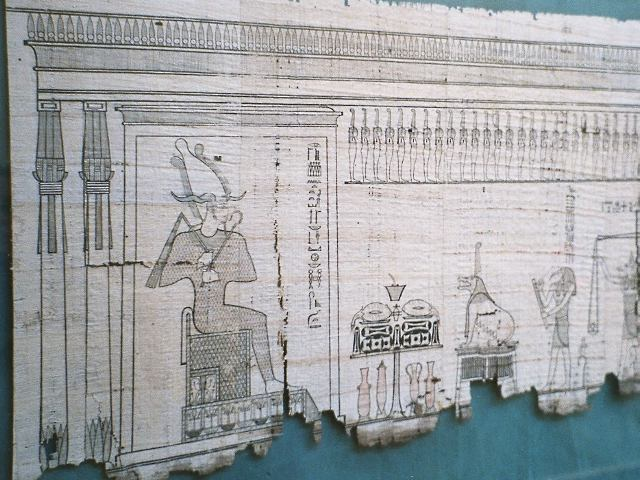
Uma seção original do Livro dos Mortos egípcio, escrito em papiro.

A escrita surgiu na antiguidade, antecedente ao texto e ao livro. A escrita consiste em um de código capaz de transmitir e conservar noções abstratas ou valores concretos, em suma, palavras. É importante destacar que o meio condiciona o signo, ou seja, a escrita foi em alguns momentos orientada por esse tipo de suporte; não é possível esculpir em papel ou escrever em mármore, por exemplo.
Os primeiros suportes utilizados para a escrita foram tabuletas de argila ou de pedra em escrita cuneiforme encontradas na Mesopotâmia. O livro mais antigo conhecido é o Instruções a Xurupaque (c2600-c2500). Considerando as limitações que os suportes materiais possuíam, os livros da Idade do Bronze eram relativamente curtos. A Epopeia de Gilgamesh, por exemplo, é a maior obra literária em tabuletas de argila, e suas traduções ocidentais não chegam a 16 mil palavras.
Mais tarde veio o khartés, (volumen para os romanos, forma pela qual ficou mais conhecido) que consistia em um cilindro de papiro, facilmente transportável. O "volumen" era desenrolado conforme ia sendo lido, e o texto era escrito na maioria das vezes em colunas, e não no sentido do eixo cilíndrico. Algumas vezes, um mesmo cilindro continha várias obras e, por conta disso, era denominado tomo. O comprimento total de um "volumen" era de c. 6 ou 7 metros, e quando enrolado seu diâmetro chegava a seis centímetros.
O papiro consiste em uma parte da planta, que era liberada, livrada (latim libere, livre) do restante da planta - daí surge a palavra liber libri, em latim, e posteriormente livro em português. Os fragmentos de papiros mais "recentes" são datados do século II a.C..
Aos poucos o papiro é substituído pelo pergaminho, excerto de couro bovino ou de outros animais. A vantagem do pergaminho é que ele se conserva mais ao longo do tempo. O nome pergaminho deriva de Pérgamo, cidade da Ásia Menor onde teria sido inventado e onde era muito usado. O "volumen" também foi substituído pelo códex, que era uma compilação de páginas, não mais um rolo. O códex surgiu entre os gregos como forma de codificar as leis, mas foi aperfeiçoado pelos romanos nos primeiros anos da Era Cristã. O uso do formato códice (ou códice) e do pergaminho era complementar, pois era muito mais fácil costurar códices de pergaminho do que de papiro.
Uma consequência fundamental do códice é que ele faz com que se comece a pensar no livro como objeto, identificando definitivamente a obra com o livro.

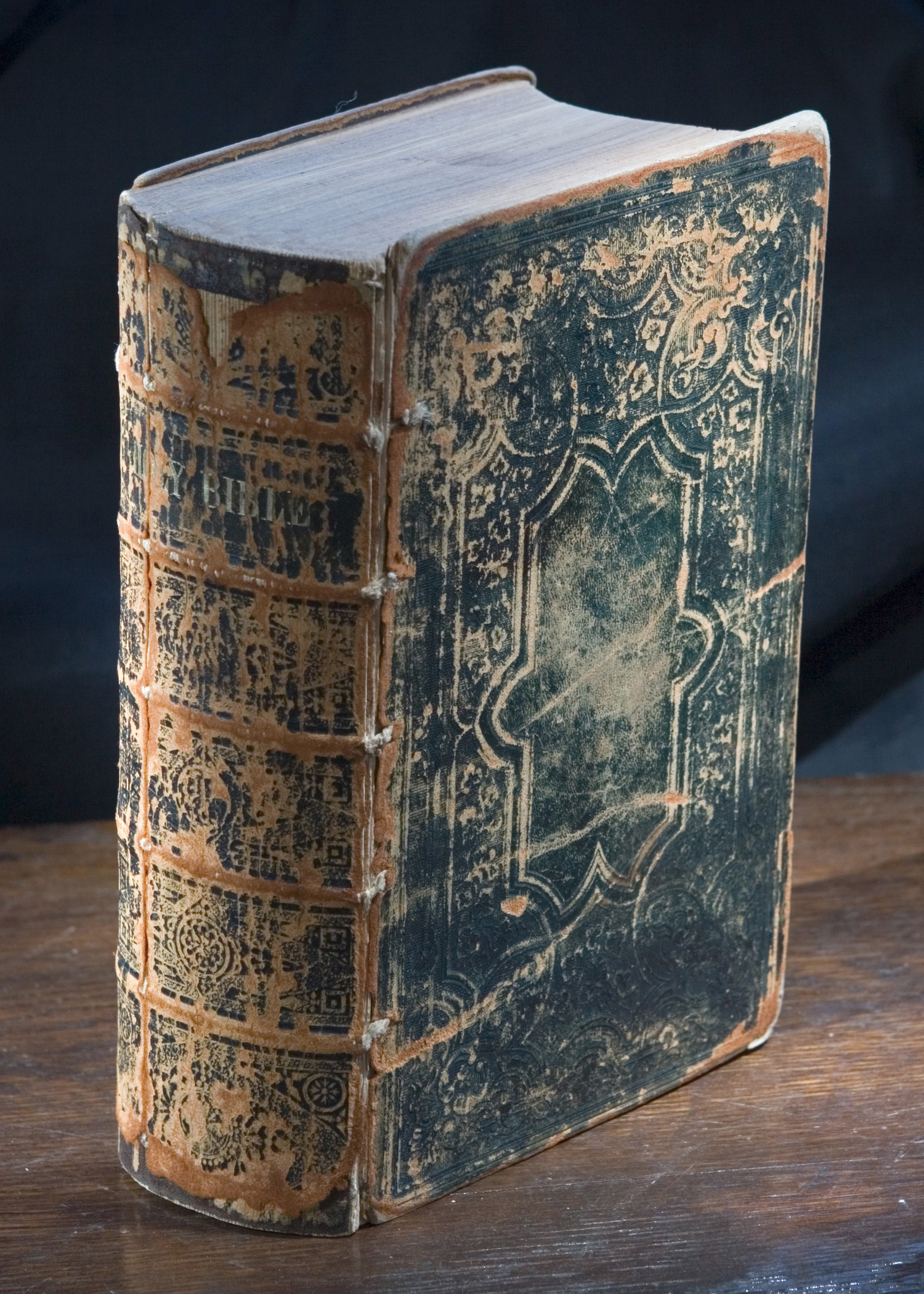
Uma antiga bíblia cristã feita em códex.

A consolidação do códex acontece em Roma, como já citado. Em Roma a leitura ocorria tanto em público (para a plebe), evento chamado recitatio, como em particular, para os ricos. Além disso, é muito provável que em Roma tenha surgido pela primeira vez a leitura por lazer (voluptas), desvinculada do senso prático que a caracterizara até então. Os livros eram adquiridos em livrarias. Assim aparece também a figura do editor, com Atticus, homem de grande senso mercantil. Algumas obras eram encomendadas pelos governantes, como a Eneida, encomendada a Virgílio por Augusto.
Acredita-se que o sucesso da religião cristã se deve em grande parte ao surgimento do códice, pois a partir de então tornou-se mais fácil distribuir informações em forma escrita.

### Idade Média
Na Idade Média o livro sofre um pouco, na Europa, as consequências do excessivo fervor religioso, e passa a ser considerado em si como um objeto de salvação. A característica mais marcante da Idade Média é o surgimento dos monges copistas, homens dedicados em período integral a reproduzir as obras, herdeiros dos escribas egípcios ou dos libraii romanos. Nos mosteiros era conservada a cultura da Antiguidade.  Apareceram nessa época os textos didáticos, destinados à formação dos religiosos.

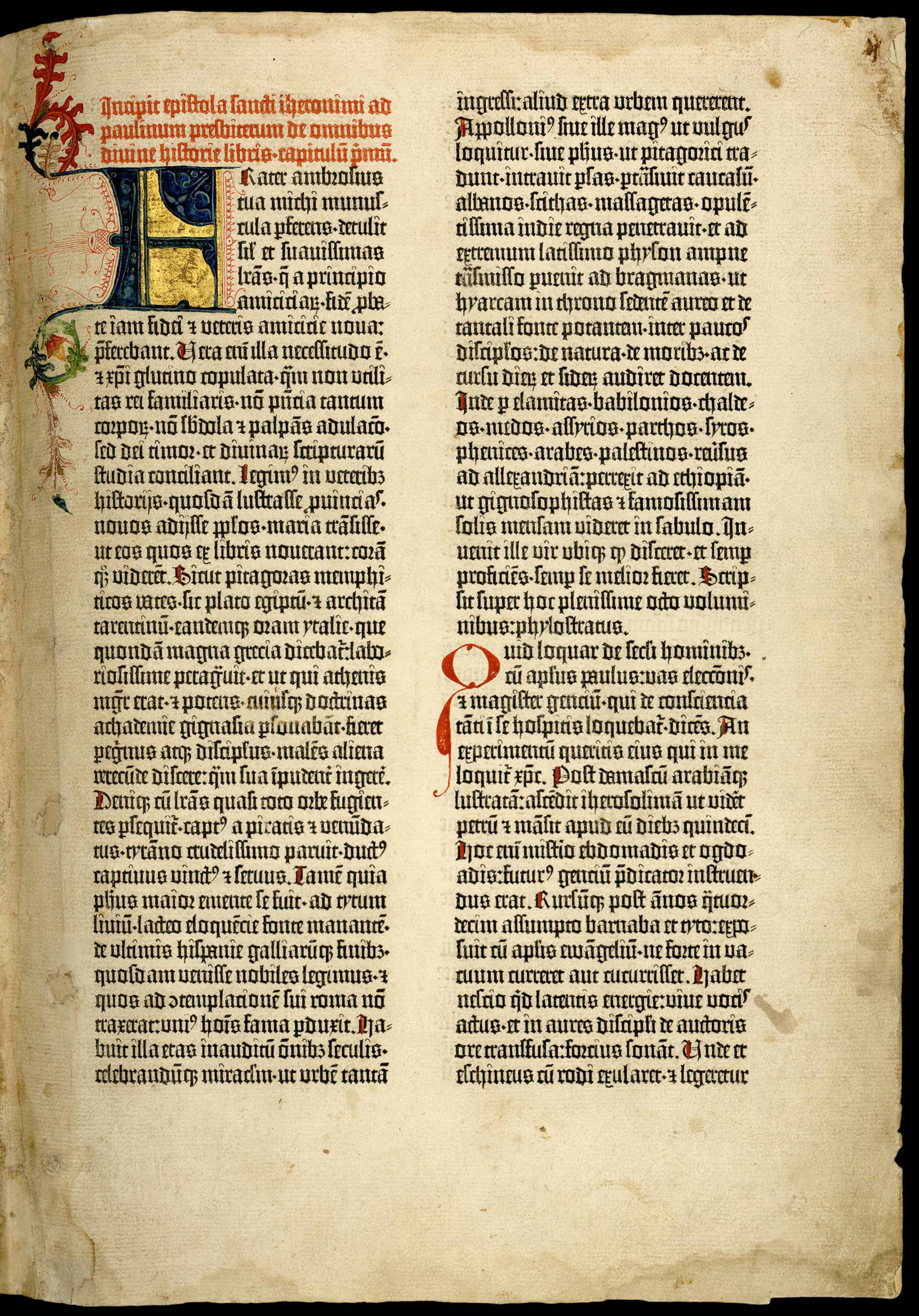
Uma página da Bíblia de Gutenberg (Antigo testamento).

O livro continua sua evolução com o aparecimento de margens e páginas em branco. Também surge a pontuação no texto, bem como o uso de letras maiúsculas. Também aparecem índices, sumários e resumos, e na categoria de gêneros, além do didático, aparecem os florilégios (coletâneas de vários autores), os textos auxiliares e os textos eróticos. Progressivamente aparecem livros em língua vernácula, rompendo com o monopólio do latim na literatura. O papel passa a substituir o pergaminho.
Mas a invenção mais importante, já no limite da Idade Média, foi a impressão, no século XIV. Consistia originalmente da gravação em blocos de madeira do conteúdo de cada página do livro; os blocos eram mergulhados em tinta, e o conteúdo transferido para o papel, produzindo várias cópias. Foi em 1405 surgia na China, por meio de Pi Sheng, a máquina impressora de tipos móveis, mas a tecnologia que provocaria uma revolução cultural moderna foi desenvolvida por Johannes Gutenberg.

### Idade Moderna
No Ocidente, em 1455, Johannes Gutenberg inventa a imprensa com tipos móveis reutilizáveis, o primeiro livro impresso nessa técnica foi a Bíblia em latim. Houve certa resistência por parte dos copistas, pois a impressora punha em causa a sua ocupação. Mas com a impressora de tipos móveis, o livro popularizou-se definitivamente, tornando-se mais acessível pela redução enorme dos custos da produção em série.
Com o surgimento da imprensa desenvolveu-se a técnica da tipografia, da qual dependia a confiabilidade do texto e a capacidade do mesmo para atingir um grande público. As necessidades do tipo móvel exigiram um novo desenho de letras; caligrafias antigas, como a Carolíngea, estavam destinadas ao ostracismo, pois seu excesso de detalhes e fios delgados era impraticável, tecnicamente.
Uma das figuras mais importantes do início da tipografia é o italiano Aldus Manutius. Ele foi importante no processo de maturidade do projeto tipográfico, o que hoje chamaríamos de design gráfico ou editorial. A maturidade desta nova técnica levou, entretanto, cerca de um século.

## Livro eletrônico

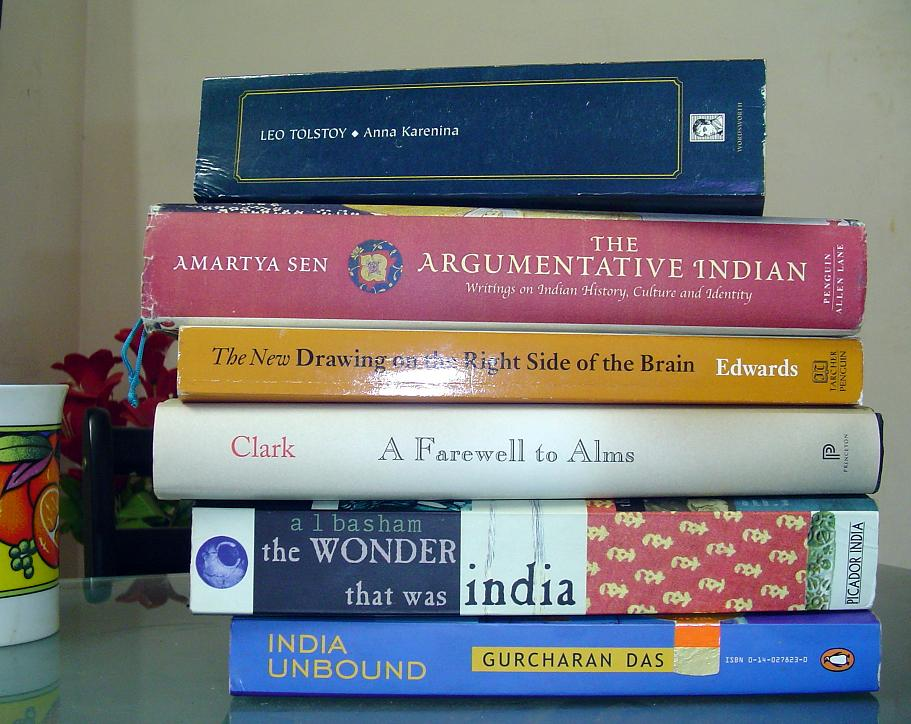
A decoração da encadernação é um importante aspecto visual e de atração dos livros. Em bibliotecas e livrarias, a parte lateral é que indica o nome e atraí o leitor no meio de uma estante.

De acordo com a definição dada no início deste artigo, o livro deve ser composto de um grupo de páginas encadernadas e ser portável. Entretanto, mesmo não obedecendo a essas características, surgiu em fins do século XX o livro eletrônico, ou seja, o livro num suporte eletrônico computorizado.
Existem livros eletrônicos disponíveis tanto para computadores de mesa quanto para computadores de mão, os palmtops ou tablets. Uma dificuldade que o livro eletrônico encontra é que a leitura num suporte de papel é cerca de 1,2 vez mais rápida do que em um suporte eletrônico, mas pesquisas vêm sendo feitas no sentido de melhorar a visualização dos livros eletrônicos.

## Aproduçãodo livro

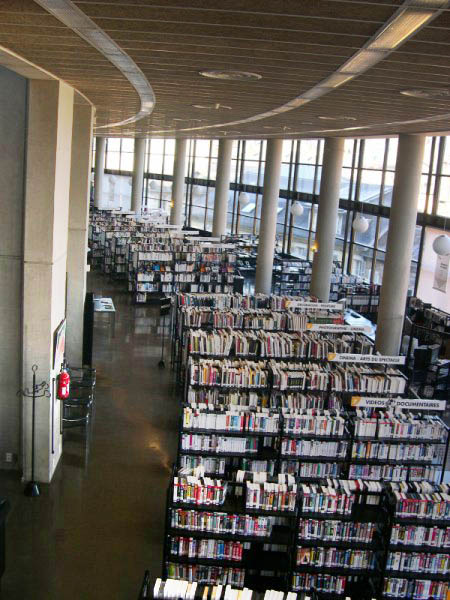
Biblioteca moderna em Chambery, França.

A criação do conteúdo de um livro pode ser realizada tanto por um autor sozinho quanto por uma equipe de colaboradores, pesquisadores, coautores e ilustradores. Tendo o manuscrito terminado, inicia a busca de uma editora que se interesse pela publicação da obra (caso não tenha sido encomendada). O autor oferece ao editor os direitos de reprodução industrial do manuscrito, cabendo a ele a publicação do manuscrito em livro. As suas funções do editor são intelectuais e econômicas: deve selecionar um conteúdo de valor e que seja vendável em quantidade passível de gerar lucros ou mais-valias para a empresa. Modernamente o desinteresse de editores comerciais por obras de valor mas sem garantias de lucros tem sido compensado pela atuação de editoras universitárias (pelo menos no que tange a trabalhos científicos e artísticos).
Cabe ao editor sugerir alterações ao autor, com vista a ajustar o livro ao mercado. Essas alterações podem passar pela editoração do texto, ou pelo acréscimo de elementos que possam beneficiar a utilização/comercialização do mesmo pelo leitor. Uma editora é composta pelo Departamento editorial, de produção, comercial, de Marketing, assim como vários outros serviços necessários ao funcionamento de uma empresa, podendo variar consoante as funções e serviços exercidos pela empresa. Na mesma trabalham os editores, revisores, gráficos e designers, capistas, etc. Uma editora não é necessariamente o produtor do livro, sendo que quase sempre essa função de reprodução mecânica de um original editado é feita por oficinas gráficas em regime de prestação de serviço. Dessa forma, o trabalho industrial principal de uma editora é confeccionar o modelo de livro-objeto, trabalho que se dá através dos processos de edição e composição gráfica/digital.

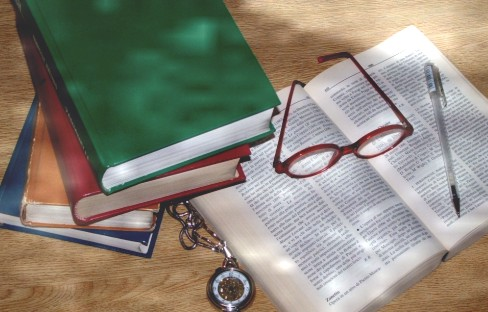
Livros.

A fase de produção do livro é composta pela impressão (posterior à imposição e montagem em caderno - hoje em dia digital), o alceamento e o encapamento. Podendo ainda existir várias outras funções adicionais de acréscimo de valor ao produto, nomeadamente à capa, com a plastificação, relevos, pigmentação, e outros acabamentos.
Terminada a edição do livro, ele é embalado e distribuído, sendo encaminhado para os diferentes canais de venda, como os livreiros, para daí chegar ao público final.
Pelo exposto acima, talvez devêssemos considerar que a categoria livro seja a concepção de uma coleção de registros em algum suporte capaz de transmitir e conservar noções abstratas ou valores concretos.
No início de 2007, foi noticiada a invenção e fabricação, na Alemanha, de um papel eletrônico, no qual são escritos livros.

### Livros publicados no mundo
Segundo o Google, em pesquisa publicada no dia 6 de agosto de 2010, existem no mundo 129 864 880 livros.

## Classificação dos livros

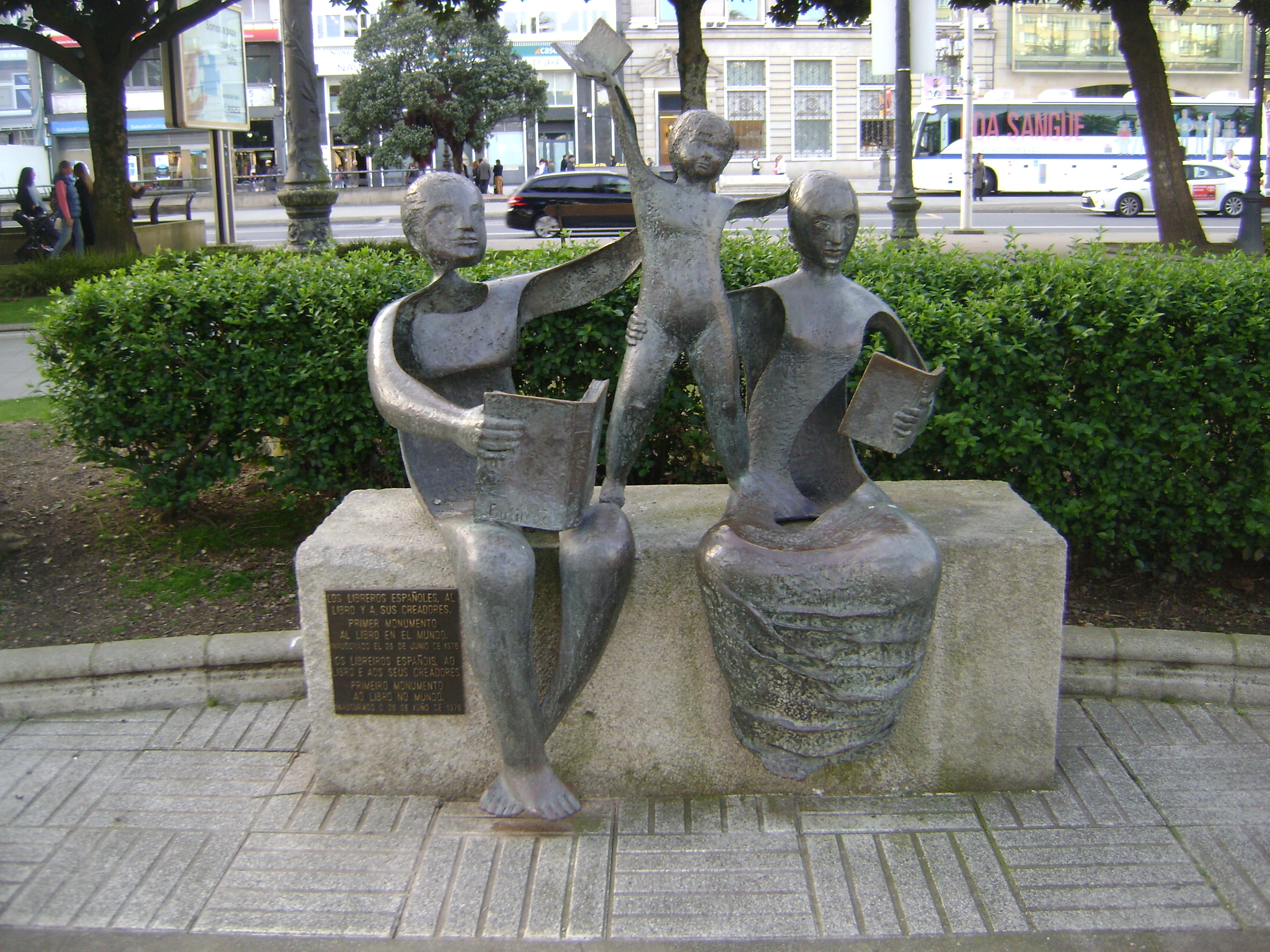
Monumento ao livro, Corunha, Galícia, (Espanha).

Os livros atualmente podem ser classificados de acordo com seu conteúdo em duas grandes categorias: livros de leitura sequencial e obras de referência.

## Obras de referência
- anuário
- bibliografia
- dicionário
- enciclopédia
- guia turístico
- livro didático
- manual
- poesias
- prontuário
- relatório
- vade-mécum

## Cânones da literatura ocidental
Não é raro que se procure uma indicação de clássicos da literatura. Em 1994, o crítico americano Harold Bloom publicou a obra O Cânone Ocidental, em que discutia a influência dos grandes livros na formação do gosto e da mentalidade do ocidente. Bloom considera a tendência de se abandonar o esforço em se criar cânones culturais nas universidades, para evitar problemas ideológicos, problemática para o futuro da educação, existe também uma das maiores obras do tipo no mundo escrita pelo austro-brasileiro Otto Maria Carpeaux no princípio da década de 1940 a chamada História da Literatura Ocidental.